# توني سميث (كرة سلة)
توني سميث (بالإنجليزية: Tony Smith)‏ مواليد 14 يونيو 1968 في واواتوزا، هو لاعب كرة سلة أمريكي معتزل. بدأ مسيرته الاحترافية في سنة 1990. تم اختياره من قبل فريق لوس أنجلوس ليكرز خلال الدرافت. يبلغ طوله 6 قدم 3 بوصة (1.9 م). اعتزل اللعب في 2002. أحرز خلال مسيرته في الإن بي إيه 2504 نقطة بمعدل 5.5 نقاط في المباراة الواحدة.

## المسيرة الاحترافية
لعب مع لوس أنجلوس ليكرز من سنة 1990 إلى 1995، ثم لعب مع فينيكس صنز في موسم 1995–1996، ثم لعب مع ميامي هيت في سنة 1996، ثم لعب مع شارلوت هورنتس في موسم 1996–1997، ثم لعب مع ساسكي باسكونيا في الدوري الإسباني في سنة 1997، ثم لعب مع ميلووكي باكز في موسم 1997–1998، ثم لعب مع أتلانتا هوكس في سنة 2001.

## روابط خارجية
- توني سميث على موقع إن بي أي (الإنجليزية)
- توني سميث على موقع سبورتس رفرنس (الإنجليزية)
- توني سميث على موقع الدوري الإسباني لكرة السلة (الإسبانية)
- توني سميث على موقع كرة السلة الأوروبية.كوم (الإنجليزية)
- توني سميث على موقع كلية كرة السلة في سبورتس رفرنس.كوم (الإنجليزية)
- توني سميث على موقع ريلجم (الإنجليزية)
- توني سميث على موقع بروبوليرز (الإنجليزية)
- توني سميث على موقع سبورتس رفرنس (الإنجليزية)